# Miguel Buen
Miguel Ángel Buen Lacambra, conocido como Miguel Buen (Ardisa, Zaragoza, 14 de octubre de 1947), es un político español, miembro del Partido Socialista de Euskadi-Euskadiko Ezkerra (PSE-EE). Es hermano del también político Alberto Buen.

## Biografía
Técnico de Formación Profesional, su labor se desarrolla en la política del País Vasco. En el ámbito institucional fue alcalde de Rentería durante 18 años (1987-2003), compatibilizando dicho puesto con la Dirección general de Juventud y Deportes de la Diputación Foral de Guipúzcoa en 1999. Abandonó la alcaldía para presentarse a las elecciones al Parlamento Vasco, en las que fue elegido diputado y ocupó el puesto de Vicepresidente del Parlamento Vasco entre 2004 y 2007. Ganó las elecciones forales de 2007 en Guipúzcoa. En 2008 fue elegido Diputado al Congreso por Guipúzcoa en las listas del Partido Socialista Obrero Español. Un año más tarde renunció al escaño al ser nombrado por el gobierno de Patxi López, Presidente del Puerto de Pasajes, dirección que ya desempeñó durante tres meses en 1998.
Se volvió a presentar candidato a Diputado General de Guipúzcoa para las elecciones a Juntas Generales de Guipúzcoa del año 2011. En estas últimas elecciones el PSE-EE perdió 17.860 votos en Guipúzcoa. Eso le supuso pasar de primera a tercera fuerza, y dejarse por el camino 6 junteros, ya que pasó de 16 a 10 junteros. Tras conocer los resultados, Miguel Buen dimitió en las Juntas Generales de Guipúzcoa, sustituyéndole como portavoz la juntera Rafaela Romero. 
A nivel orgánico del PSE fue secretario general de dicha formación en Guipúzcoa entre 2004 y 2007, y portavoz socialista en las Juntas Generales de Guipúzcoa.

## Elecciones disputadas
| Elecciones                                 | Circunscripción  | Candidatura | Puesto | Resultado |
| ------------------------------------------ | ---------------- | ----------- | ------ | --------- |
| Elecciones municipales de 1983             | Rentería         | PSOE        | 5      | -         |
| Elecciones municipales de 1987             | Rentería         | PSE         | 1      | Electo    |
| Elecciones municipales de 1991             | Rentería         | PSE         | 1      | Electo    |
| Elecciones a las JJGG de Guipúzcoa de 1991 | Bidasoa-Oiartzun | PSE         | -      | No electo |
| Elecciones municipales de 1995             | Rentería         | PSE-EE      | 1      | Electo    |
| Elecciones a las JJGG de Guipúzcoa de 1995 | Bidasoa-Oiartzun | PSE-EE      | -      | Electo    |
| Elecciones al Parlamento Vasco de 1998     | Guipúzcoa        | PSE-EE      | 6      | Electo    |
| Elecciones municipales de 1999             | Rentería         | PSE-EE      | 1      | Electo    |
| Elecciones a las JJGG de Guipúzcoa de 1999 | Bidasoa-Oiartzun | PSE-EE      | 2      | Electo    |
| Elecciones al Parlamento Vasco de 2001     | Guipúzcoa        | PSE-EE      | 8      | Electo    |
| Elecciones municipales de 2003             | Rentería         | PSE-EE      | 1      | Electo    |
| Elecciones a las JJGG de Guipúzcoa de 2003 | Bidasoa-Oiartzun | PSE-EE      | 1      | Electo    |
| Elecciones al Parlamento Vasco de 2005     | Guipúzcoa        | PSE-EE      | 1      | Electo    |
| Elecciones municipales de 2007             | Rentería         | PSE-EE      | 21     | No electo |
| Elecciones a las JJGG de Guipúzcoa de 2007 | Bidasoa-Oiartzun | PSE-EE      | 1      | Electo    |
| Elecciones Generales de España de 2008     | Guipúzcoa        | PSE-EE      | 1      | Electo    |
| Elecciones municipales de 2011             | Rentería         | PSE-EE      | 21     | No electo |
| Elecciones a las JJGG de Guipúzcoa de 2011 | Bidasoa-Oiartzun | PSE-EE      | 1      | Electo    |
| Elecciones municipales de 2015             | Rentería         | PSE-EE      | 21     | No electo |
| Elecciones a las JJGG de Guipúzcoa de 2015 | Bidasoa-Oiartzun | PSE-EE      | 11     | No electo |
| Elecciones municipales de 2019             | Rentería         | PSE-EE      | 21     | No electo |
| Elecciones a las JJGG de Guipúzcoa de 2019 | Bidasoa-Oiartzun | PSE-EE      | 11     | No electo |
| Elecciones municipales de 2023             | Rentería         | PSE-EE      | 21     | No electo |